# Самостійна Україна (брошура)
Брошу́ра «Самості́йна Україна» — публіцистичний твір авторства Миколи Міхновського, написаний у 1900 році. Деякий час виконував роль політичної програми РУП, в основу якої покладено його промови 19 лютого 1900 в Полтаві, а також 26 лютого 1900 в Харкові. Вперше видано у Львові в 1900 році в друкарні Уділовій. Твір торкається політичних, правових та філософських аспектів буття української нації і держави.

## Загальні відомості
Наприкінці XIX — на початку XX ст. українська національна ідея стала теоретично усвідомленою, буттєвою, у політичній думці з'явилася тенденція до обґрунтування необхідності досягнення української національної незалежності і повної державної самостійності. Серед складного світоглядно-політичного сплетіння виокремилася група прибічників позитивістської орієнтації, що апелювали до врахування реальних обставин, фактів, а не чуттєвих побажань і устремлінь. До цієї групи входили: Михайло Драгоманов, Іван Франко, Михайло Грушевський.
Другу групу фундаторів української національної ідеї становили прибічники радикальної форми націоналізму — так званого інтегрального націоналізму, в основі якого ідея формування нового типу українця, беззастережно відданого нації та справі незалежної державності, їх шлях до національної мети — шлях свідомого українства, для якого Україна — не засіб, а мета, самодостатня цінність, яка мусить забезпечити на своєму ґрунті реалізацію всіх, зокрема й найвищих духовних потреб. Яскравими носіями цієї орієнтації були Іван Нечуй-Левицький, Борис Грінченко, Микола Міхновський, Юрій Липа і Дмитро Донцов.

## Твір

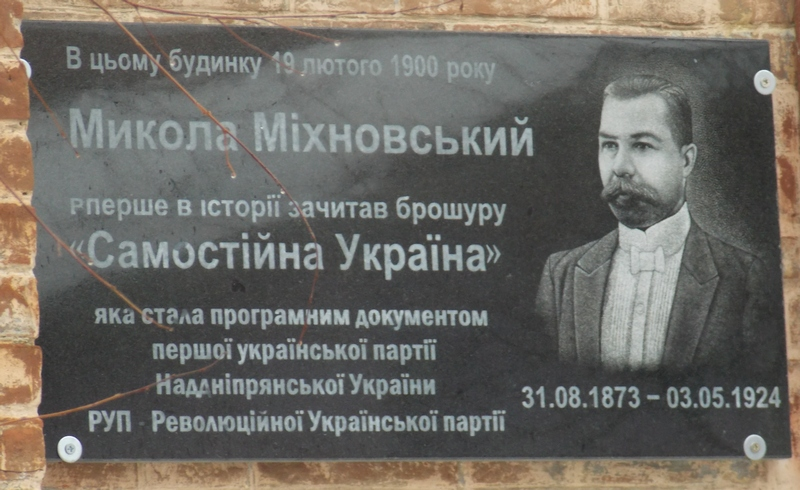
Пам'ятна дошка на місці першої декларації «Самостійної України» (Полтава, будинок Олександра і Софії Русових)

У січні 1900 року, Микола Міхновський взяв участь у становленні Революційної Української Партії. Її лідери запропонували Міхновському узагальнити свої ідеї в окремій брошурі[джерело?]. Вона з'явилася того самого року під назвою «Самостійна Україна».
Значну її частину становив екскурс до історії русифікаторської великодержавної політики царизму. Автор вважав за необхідне і правомірне повернення до статусу України, який існував на основі Переяславського трактату 1654 року. З позицій міжнародного права він блискуче проаналізував відносини України з Росією, які мали стати конфедеративними, але були згодом односторонньо порушені Росією. Це давало право Україні на відмову від союзу з Росією і повернення до статусу самостійної держави.
З самого початку, автор поставив 7 запитань:
«…Яким правом російське правительство поводиться з нами на нашій власній території, наче зі своїми рабами? Яким правом відносно нас, тубільців своєї країни, видано закон з 17 травня 1876 року, що засуджує нашу національність на смерть? На підставі якого права на всіх урядах нашої країни урядовцями призначено винятково росіян або змоскалізуваних ренеґатів? На ґрунті якого права з наших дітей готують по школах заклятих ворогів і ненависників нашому народові? Через що навіть у церкві панує мова наших гнобителів? Яким правом правительство російське здерті з нас гроші витрачає на користь російської нації..? І, нарешті, найголовніше: чи має право царське правительство взагалі видавати для нас закони, універсали та адміністраційні засади?»

### Філософія національної ідеї

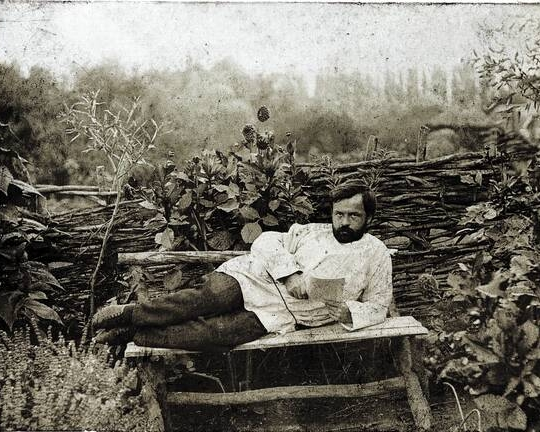
Микола Міхновський

У «Самостійній Україні» Міхновський виступив фундатором національно-радикальної політично-філософської течії, засадничими положеннями якої стали цілковита самодостатність української ідеї та її цілковита окремішність від ідеї загальноросійської (в тому числі і революційної), необхідність здобуття Україною політичної незалежності та досягнення соборності без огляду на можливі конфлікти і в якнайшвидший час та лідерство української інтелектуальної еліти в боротьбі (коли треба, то й збройній) за державну незалежність.
Здоровий націоналізм, стверджувалось у «Самостійній Україні», покликує до історичного життя нові народи, веде до розпаду приречених історією імперій. У бракові такого націоналізму серед широкого загалу українців Міхновський бачить основну причину нещасть своєї нації. Головними опонентами Міхновського виступають не «чужинці», а українська інтелігенція, яка в попередніх своїх поколіннях не узгоджувала свої інтереси з інтересами народу, зраджувала, покидаючи його в найгірші часи, а також «українофіли, що виробили релігію лояльності». Останні «надали українофільству характер недоношеної розумом етнографічної теорії» та зробили український національний рух чимось смішним і ганебним, чим відштовхнули від українства «цілу молоду Україну». Молоде покоління українців, на думку Міхновського, мусить сформувати «українську інтелігенцію третьої формації». Без інтелектуального та чуттєвого впливу цього покоління на політичний зміст національної ідеї, здобуття Україною державності неможливе.
Міхновський також наголошує на відмінності націоналізму пануючих націй як системи гноблення і націоналізму гноблених народів як захисту права боротися за своє людське «Я». Перший відбирає (під гаслами космополітизму) останні сили з націй поневолених — їхню інтелігенцію, тоді як другий є джерелом історичної творчості, несучи в собі зародки народної свободи, маючи своїм продовженням і розвитком ідеї гуманізму й космополітизму.

### Державницька ідея
Міхновський висловлює думку, що кінець XIX століття є добою визволення націй, а необмежена свобода всебічного духовного розвитку людини та її найкращого матеріального благополуччя можлива лише у «державі одноплемінного національного змісту». За Міхновським, кожна нація прагне самовиявлення у формі незалежної самостійної держави, а «найпишніший розквіт індивідуальності можливий лише в державі, для якої плекання індивідуальностей є метою, — тоді стане зовсім зрозумілим, що державна самостійність — це головна умова існування нації, а державна незалежність — це національний ідеал у ділянці міжнародних відносин». Автор пише:
«…через увесь час свого історичного існування нація наша з найбільшим зусиллям пильнує вилитись у форму держави самостійної і незалежної. Коли навіть поминути удільні часи, де окремі галузі нашої нації складали окремі держави, то перед нами виникає Литовсько-Руське Князівство, де геній нашого народу був культурним фактором, і найголовніше Галицько-Руське Королівство — спробунок злучити до купи всі галузи, всі гілки нашого народу в одній суцільній державі, спробунок, повторений далеко пізніше Богданом Хмельницьким і ще раз — Іваном Мазепою».
Констатуючи трагічний факт бездержавності України, Міхновський робить висновок: «Над нами висить чорний стяг, а на ньому написано: смерть політична, смерть національна, смерть культурна для української нації!..»
Міхновський не обурюється закидом, що український народ, мовляв, некультурний, безсилий та інертний, а навпаки, розцінює цей закид як «найліпший, наймогутніший, найінтенсивніший аргумент і підставу того, щоб політичне визволення нашої нації поставити своїм ідеалом!»

## Узагальнення
На підставі висловлених думок, Микола Міхновський у кінці брошури робить висновок:
«Ми виголошуємо, що ми візьмемо силою те, що нам належить по праву, але віднято в нас теж силою. Наша нація довго нездужала, але нині вже стає до боротьби. … Ніч була довга, але ранок наблизився, і ми не допустимо, щоб проміння свободи усіх націй заблищало на наших рабських кайданах: ми розіб'ємо їх до схід сонця свободи. … Ми не хочемо довше зносити панування чужинців, не хочемо більше зневаги на своїй землі. Нас горстка, але ми сильні нашою любов'ю до України! … Усіх, хто на цілій Україні не за нас, той проти нас. Україна для українців, і доки хоч один ворог-чужинець лишиться на нашій території, ми не маємо права покласти оружжя. … Вперед! Бо нам ні кого надіятись і нічого озиратись назад!»